# مجموعه رباط زیارت
مجموعه رباط زیارت مربوط به دوره ساسانیان تا دوره صفوی است و در شهرستان خواف، ۳۳ کیلومتری جاده خواف به رشتخواه واقع شده و این اثر در تاریخ ۲۵ اسفند ۱۳۷۸ با شمارهٔ ثبت ۲۶۰۲ به‌عنوان یکی از آثار ملی ایران به ثبت رسیده است.